# روس راسيل
روس راسيل (بالإنجليزية: Ross Russell)‏ هو منتج أسطوانات وصحفي ومؤلف وملحن أمريكي، ولد في 18 مارس 1909 في لوس أنجلوس في الولايات المتحدة، وتوفي في 31 يناير 2000 في بالم سبرينغس في الولايات المتحدة.